# Mario Villarroel
Mario Enrique Villarroel Lander (Caracas, Venezuela, 21 de septiembre de 1947) es un abogado venezolano.

## Biografía
Se graduó de abogado en la Universidad Central de Venezuela y es Doctor en Ciencias Penales, se ha desempeñado también como profesor titular de la Cátedra de Derecho Penal en la Universidad Santa María. Es miembro de distintas organizaciones culturales, jurídicas y humanitarias en el mundo. Presidente del Instituto de Estudios Históricos Mirandino, Organismo Oficial dedicado al estudio y divulgación de las ideas de los Próceres Fundadores de Venezuela. 
Después de estudiar jurisprudencia en la Universidad Central de Venezuela, se graduó como LLD en criminología. Ha sido profesor de derecho penal en la Universidad Santa María de Caracas y presidente de la Sociedad de la Cruz Roja venezolana. En 1987, sucedió a Enrique de la Mata Gorostizaga como presidente de la Liga Internacional de la Cruz Roja y de la Media Luna Roja, ocupándola entre 1987 y 1997. Durante su presidencia, la Cruz Roja fue renombrada como la Federación Internacional de las Sociedades de la Cruz Roja y de la Media Luna Roja en noviembre de 1991. También ha servido ocasionalmente como presidente del Centro para el Diálogo Humanitario en Ginebra.
Desde 2017 preside la Cátedra Mario Villarroel Lander de Derecho internacional humanitario y derechos humanos, adscrita a la Universidad Carlos III y a la Fundación Gregorio Peces-Barba.
Su hijo, el abogado penalista Miguel Ángel Villarroel ha seguido sus pasos, siendo vicepresidente de la Federación Internacional de Sociedades Nacionales de la Cruz Roja y de la Media Luna Roja desde 2017.